# Kronobergsgatan

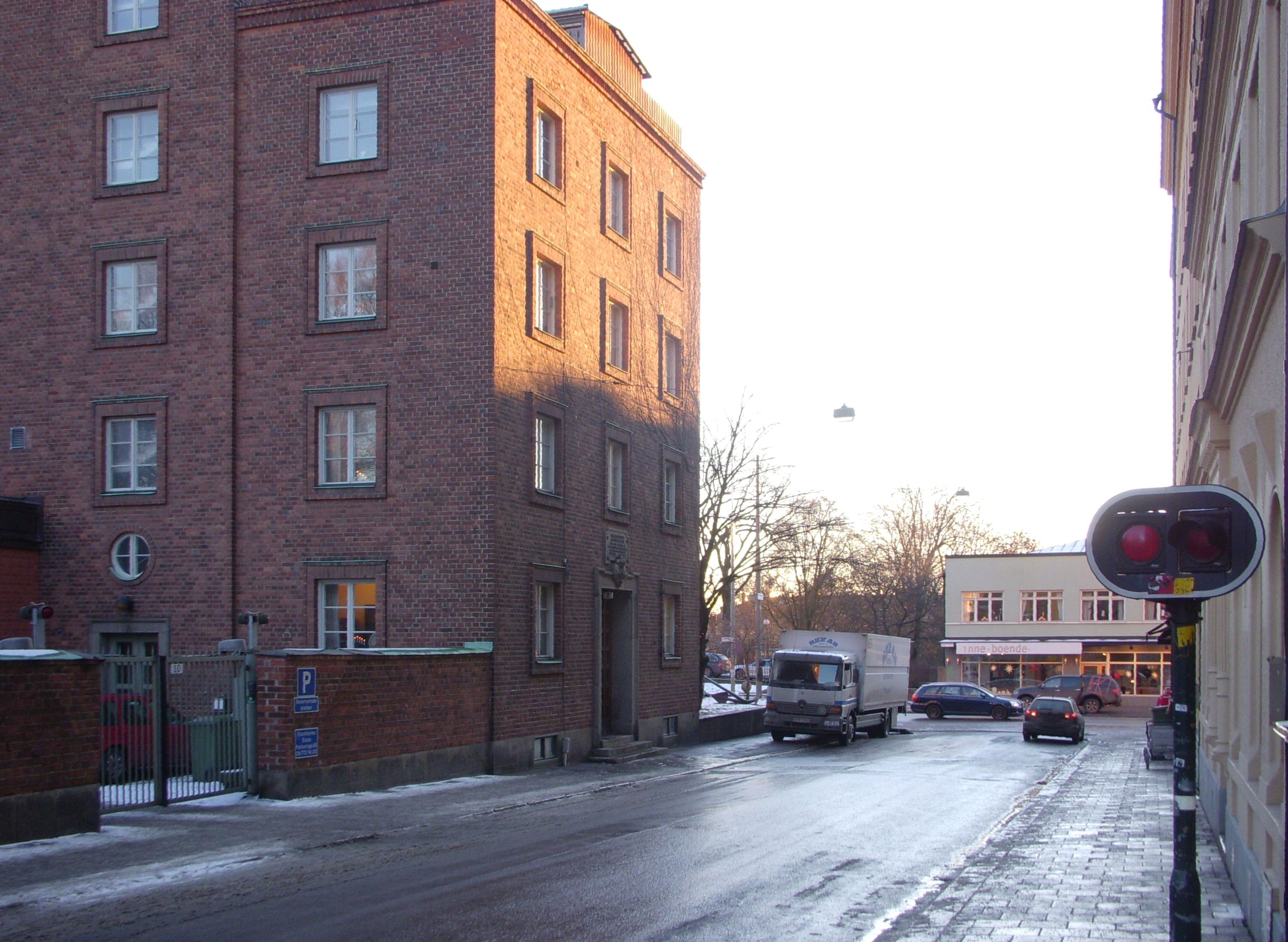
Kronobergsgatan mot syd, med Kungsholmens brandstation till vänster.

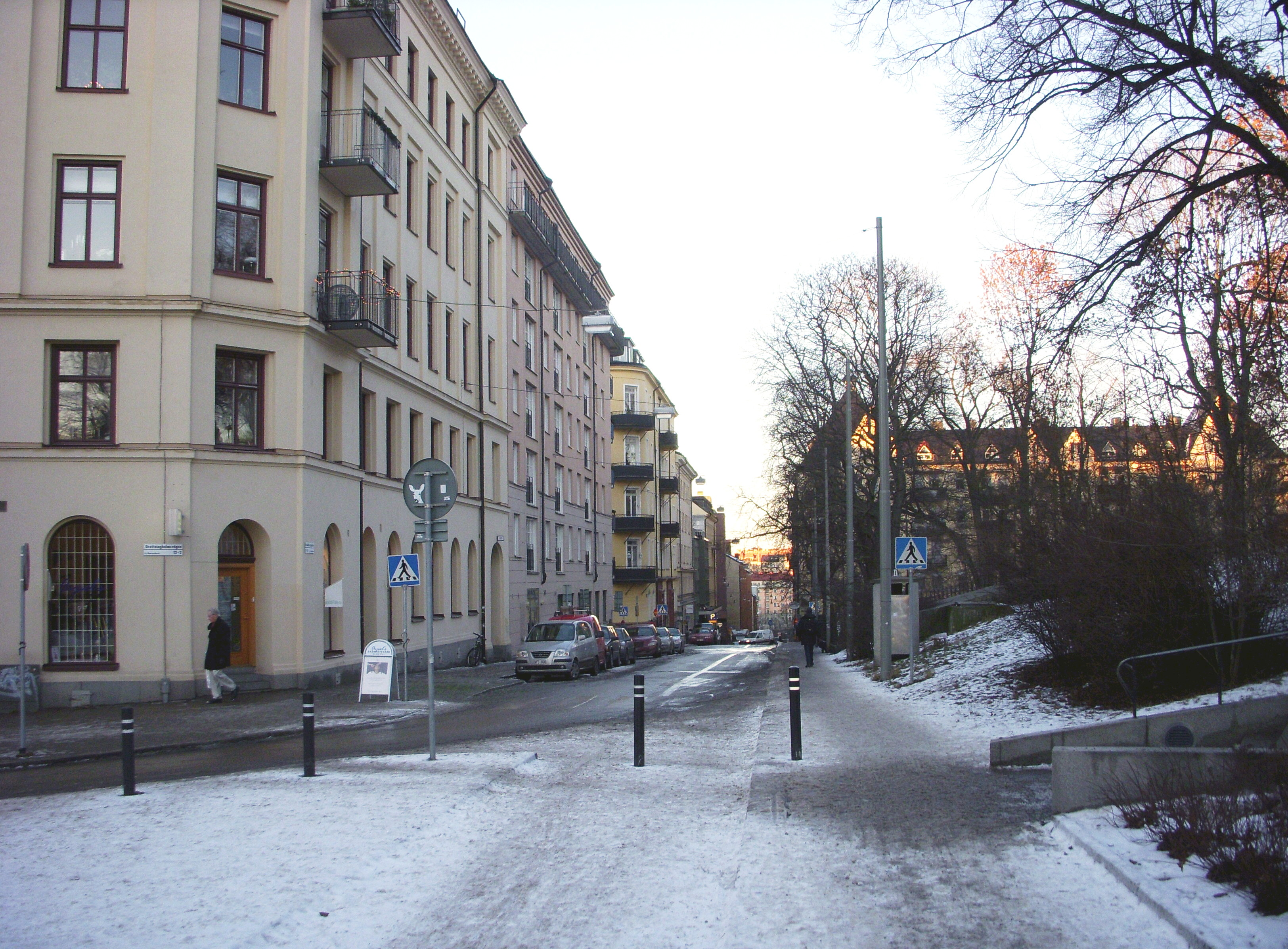
Kronobergsgatan mot norr, med Kronobergsparken till höger.

Kronobergsgatan är en gata i stadsdelen Kungsholmen i Stockholm. Gatan sträcker sig i nord-sydlig riktning väster om Kronobergsparken från Kungsholms strand till Hantverkargatan. 
Namnet Kronobergsgatan fastställdes vid Stockholms stora namnrevision 1885 efter Kronoberget som höjden i Kronobergsparken kallades på den tiden. På kartan från 1879 som visar Regleringsplan öfver Kungsholmen, som kom till efter Albert Lindhagens stadsplaneringar, syns den planerade parken och den nya Kronobergsgatan i två alternativ; en rund park med ett bostadskvarter mellan park och gatan respektive en oval park med gatan i direktkontakt. Det blev varken en rund eller oval Kronobergspark utan en nästan kvadratisk park med Kronobergsgatan intill sin västra sida.
Ursprunget till namnet Kronoberg kommer från kvarteret Kronoberg (Quartet Croneberg) på Petrus Tillaeus karta från 1733) och förmodligen gav kvarterets förste ägare Johan Leijoncrona sitt namn till området. Enligt en annan teori var det Kronobergskvarnen på bergets norra sida, som gav namnet. Kvarnen byggdes dock först efter 1793 medan kvarteret Croneberg redan fanns 1733 på Tillaeus karta. Kvarnen brann ner 1835. En del av Kronobergsgatans föregångare hette Kronkvarnsgränd. 
I östra hörnet Kronobergsgatan/Hantverkargatan ligger Kungsholmens brandstation. Kvarteret väster om Kronbergsgatan i höjd med Hantverkargatan heter Lavetten. Kvarteret har liksom det närliggande kvarteret Kulsprutan sitt namn efter de Palmcrantzka vapenverkstäderna som fanns här vid 1800-talets slut. Fabrikens specialitet var kulsprutor med lavetter som exporterades över hela världen.